# علم نفس ما وراء الشخصي

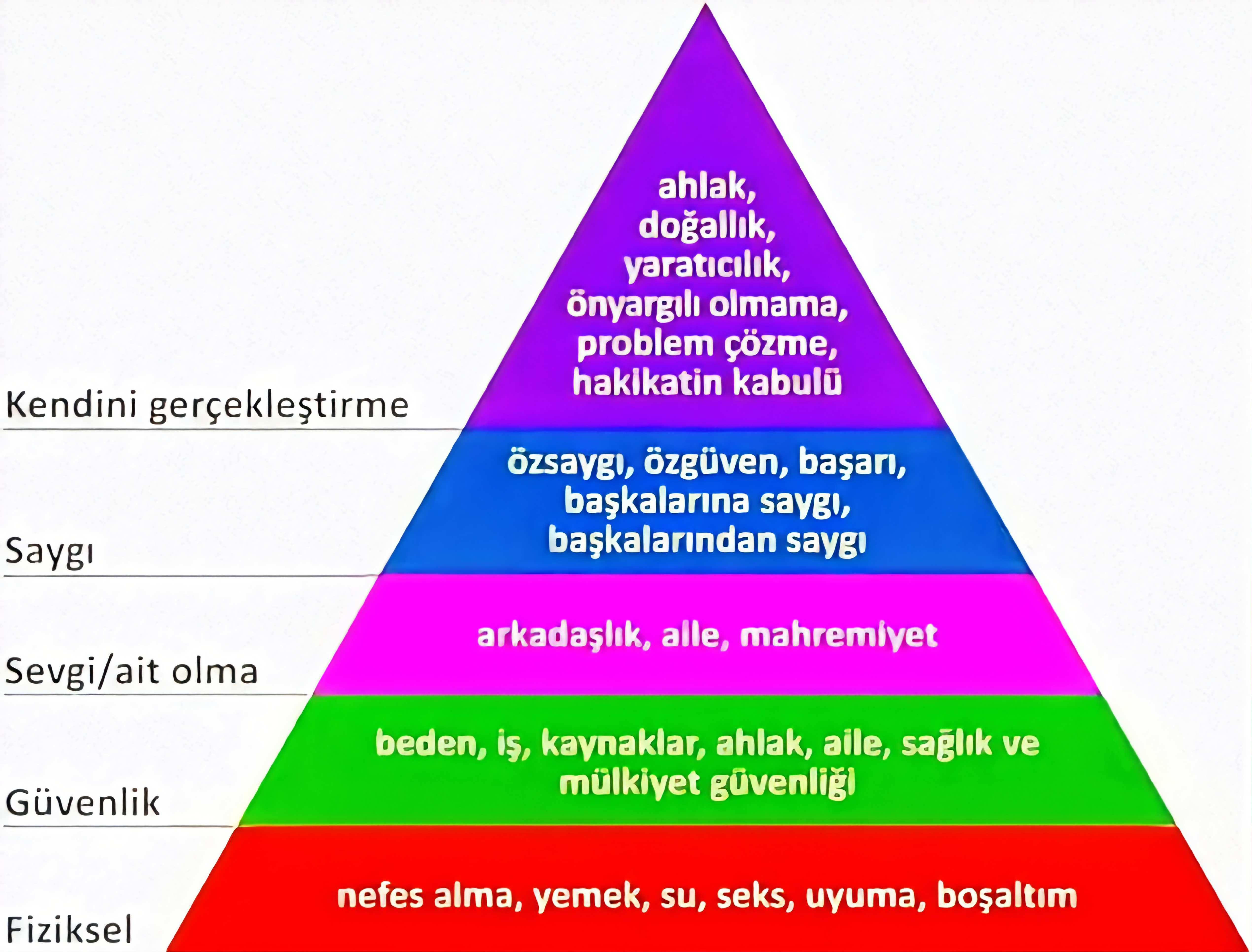
هرم ماسلو

علم نفس ما وراء الشخصي هو مجال فرعي أو «مدرسة» لعلم النفس يجمع بين الجوانب الروحانية والسّامية للتجربة الإنسانية ضمن إطار علم النفس الحديث. من الممكن أيضًا تعريفه على أنه «علم نفس روحاني». يُعرّف على أنه «تجارب يمتد فيها الإحساس بالهوية أو بالنفس إلى ما وراء (عابر) الفرد أو الشخصية ليشمل جوانب أوسع للجنس البشري أو الحياة أو النفس أو الكون». وعُرِّفَ أيضًا على أنه «تطور يتجاوز القيم التقليدية أو الشخصية أو الفردية».
تشمل القضايا التي يبحث فيها علم نفس ما وراء الشخصي، التطور النفسي الروحاني «حركة الإمكانات البشرية» والنفس التي تتجاوز الأنا وتجارب الذروة والروحانية والغشية والأزمات الروحانية والتطور الروحاني والتحوّل الديني والوعي المُتغيّر والممارسات الروحانية وغيرها من التجارب الحياتيّة السّامية و/أو التي غالبًا ما تكون واسعة النطاق. يحاول هذا الانضباط النفسي وصف ودمج التجربة الروحانية ضمن النظرية النفسية الحديثة وصياغة نظرية جديدة تشمل هذه التجربة.

## التعريف
طرح كل من لاجوي وشابيرو أربعون تعريفًا لعلم النفس ما وراء الشخصي والتي ظهرت في الأدب الأكاديمي خلال الفترة ما بين 1968 إلى 1991. ووجدوا خمسة موضوعات رئيسية محددة ظهرت بشكل بارز ضمن هذه التعريفات: حالات الوعي، والطاقات العالية أو المُطلقة، وما وراء الأنا أو النفس، والتّسامي والروحانية. استنادًا إلى هذه الدراسة، اقترح المؤلفون التعريف التالي لعلم النفس ما وراء الشخصي: يهتم علم نفس ما وراء الشخصي بدراسة طاقات البشر العليا، من خلال فهم وإدراك حالات الوعي التوحّدي والروحاني والمُتسامي.

## تطور علم نفس ما وراء الشخصي

### الأصول
من بين المفكرين الذين عُيّنوا لتنظيم طور الدراسات ما بعد الشخصية كان ويليام جيمس وكارل يونج وروبرتو أساجيولي وأبراهام ماسلو. أدّى المزيد من الاهتمام في الأمر إلى تسليط الضوء على جوانب الشخصية لأعمال جان بياجيه الفرنسيّة غير المُترجمة، والمناقشة حول أن تجارب بياجيه الشخصيّة ومصالحها النظريّة كانت دافعًا رئيسيًا للبحث النّفسي لدى بياجيه. تُشير مُراجعة من قِبَل فيتش إلى أن الاستخدام المُبكر لمصطلح «ما وراء الشخصي» يمكن العثور عليه ضمن ملاحظات المحاضرة التي ألقاها ويليام جيمس لفصل دراسي في جامعة هارفرد في 1905-1906. لذا فإن المعنى، الذي يختلف عمّا يشُير إليه اليوم، في سياق التجريبية الراديكالية لجيمس، يوجد حيثما توجد علاقة وطيدة بين ما هو قابل للإدراك وما هو مُدرَك، مع إدراك أن جميع الأشياء تعتمد على شخص ما لاستقبالها. يَذكُر المُعلّقون أيضًا حالة الهلوسة والدراسة النفسية للدِّين وما وراء علم النفس والاهتمام بالنُظم والممارسات الروحانية الشّرقية، باعتبارها مؤثرات شكّلت الطور المُبكر لعلم النفس ما وراء الشخصي.
يُعتبر أبراهام ماسلو من الشخصيات المُهمّة في تأسيس علم نفس ما وراء الشخصي، والذي قد نَشَر مُسبقًا أعمالًا تتعلق بتجارب الذُّروة البشرية. يعود الفضل إلى ماسلو بتقديمه الخطوط العريضة لعلم نفس القوة الرابعة، والذي أُطلِق عليه اسم علم النفس ما بعد الإنسانية، في محاضرة تحت عنوان «الامتداد الأبعد للطبيعة البشرية» في عام 1967. في عام 1968، كان ماسلو من بين الأشخاص الذين أعلنوا عن علم النفس ما وراء الشخصي كقوة رابعة في علم النفس، وذلك من أجل التمييز بينه وبين قوى علم النفس الثلاث الأخرى: التحليل النفسي والسلوكية وعلم النفس الإنساني. يمكن أن يعود فضل الاستخدام المُبكر لمصطلح «ما وراء الشخصي» أيضًا لشتانسلاف غروف وأنتوني سوتيش. في ذلك الوقت، بين عامي 1967- 1968، دخل ماسلو في حوار وثيق مع غروف وسوتيش فيما يتعلق باسم وتوجّه المجال الجديد. من وجهة نظر «باورز» بدأ مصطلح «ما وراء الشخصي» بالظهور في الصّحف الأكاديمية منذ عام 1970 وما بعده.
ارتبط كل من علم النفس الإنساني وعلم ما وراء الشخصي بحركة الإمكانات البشرية. وهو مركز لتطوير العلاجات البديلة والفلسفات التي ظهرت عن الثقافة المُعاكِسة في الستينيات في أماكن مثل معهد إيسالن الواقع بولاية كاليفورنيا الأمريكية.

## البحوث والنظرية والجوانب السريرية

### الاهتمامات البحثية والمنهجية
يحظى مبدأ «ما وراء الشخصي» على العديد من الاهتمامات البحثية. القائمة التالية مقتبسة من كتاب علم النفس ما وراء الشخصي وعلم النفس (تيكستبوك أوف ترانسبيرسونال سايكتري آند سايكولوجي)، ويشمل: مساهمات التقاليد الروحانية مثل الطّاويّة والهندوسية واليوغا والبوذية والقبالة والتّصوّف المسيحي والشامانية وتقاليد الأمريكيين الأصليين في المعالجة النفسية وعلم النفس، البحث في التّأمُل والمبادئ السريرية له. العقاقير المُخلة بالنفس وما وراء علم النفس وعلم الإنسان، تشخيص المشكلة الدّينية والروحيّة، الروحانية العدوانية وآليات الدفاع الروحاني، وعلم الظواهر وعلاج كونداليني، والعلاج النفسي، وتجربة الاقتراب من الموت، والجماعات الدينية، وعلم النفس الدوائي، التصورات المُوجّهة، وممارسة تمارين التنفس وعلاج استحضار الماضي وصراع البقاء والتغير الاجتماعي، والنمو الروحاني عند الشيخوخة والبلوغ.
يعتمد علم النفس ما وراء الشخصي على كل من الأساليب الكميّة والنوعيّة، ولكن أشارَ بعض المُعلّقين إلى أن المساهمة الرئيسية لعلم النفس ما وراء الشخصي كانت في توفير بدائل للأساليب الكميّة لعلم النفس السائد. على الرغم من أن هذا المجال لم يُساهم بشكل قوي في المعرفة التجريبية في الحالات السريرية، لكنّه ساهم في إجراء أبحاث كميّة مُهمة في مجالات عديدة مثل دراسة التَّأمُّل.

### نظريات حول التنمية البشرية
أحد تخطيطات نظرية علم نفس ما وراء الشخصي هو بين المؤلفين المرتبطين بنماذج تراتبية/تسلسلية أو متتابعة أو مرحلية للتنمية البشرية، مثل كين ويلبر وجون باتيستا، بالإضافة إلى المؤلفين التّابعين لآراء يانغ، أو النماذج التي تتضمن مبدأ النكوص، مثل مايكل فاشبرن وشتانسلاف غروف.[بحاجة لمصدر]

### العلاج النفسي ما وراء الشخصي
تتضّمن المساهمات المُبكرة في مجال العلاج النفسي ما وراء الشخصي الطُرق التي اتّبعها كل من والش وفوغان. في مُخططهما للعلاج، يؤكدان على أن أهداف العلاج تشمل النتائج التقليدية، مثل تخفيف الأعراض وتغيير السّلوك، وتعمل على المستوى ما وراء الشخصي، والذي قد يفوق حالات العلاج الديناميكي النفسي. تُعدّ كل من الكارما يوغا وحالات الوعي المُتغيرة جزءًا من طريقة العلاج ما وراء الشخصي. استنادًا لكل من فالش وفوغان، فينبغي لحالة الكارما يوغا ونتائجها تسهيل عملية تمكّن النمو النفسي للمعالِج من توفير بيئة داعمة لنمو المريض.
طرح العديد من المُؤلفين في هذا المجال دمج العلاج النفسي الغربي مع علم النفس الروحاني، من بين هؤلاء كان ستيوارت سوفاتسكي وبرانت كورترايت. يُعالج سوفاتسكي، في إعادة صياغته للعلاج النفسي الغربي، التساؤلات حول الوقت والزمانية وعلم الخلاص من منظور علم النفس الشرقي/الغربي والروحانية. إلى جانب توضيح أفكار في فترة ما بعد الفرويدية، مثل دي دبليو. فينيكوت، يدمج سوفاتسكي منهجه في العلاج النفسي مع فهم مُوسّع للجسم والذهن، مستنيرًا بمنهجه هذا بفلسفة اليوغا.
ومن ناحية أخرى، يعمل كورترايت على استعراض مجال العلاج النفسي ما وراء الشخصي والمؤلفين التابعين له، من بينهم فيلبر ويانغ وفاشبورن وغروف وعلي، وبيّن أيضًا الوجوديّة والتحليل النفسي والنُهج التي تُركّز على الجسم. يُقدّم أيضًا إطارًا نظريًا موحدًا في مجال العلاج النفسي ما وراء الشخصي، ويُحدّد بُعد الوعي الإنساني باعتباره جوهريًا لعالم ما وراء الشخصي. ويتناول الحالات السريرية المتعلقة بالتأمل والضرورة الروحانية وتغّير حالات الوعي. وفقًا للمعلقين، يعترض كورترايت على النظرة التقليدية لعلم النفس ما وراء الشخصي القائلة بأن معالجة المشكلات النفسية ضرورية للتقدم على المسار الروحي. وبدلًا من ذلك، يقترح بأن خطيّ التطور هذين متشابكان، وأنهما يتصدران الأمر بتركيز غير ثابت.
أوضح المحلل النفسي روبن إس. براون طريقة للممارسة السريرية، والتي استمدّها من التحليل النفسي الترابطي وعلم النفس التحليلي ونظرية المشاركة. ضمن التحليل النفسي المعاصر، اقتُرح -بما يرتبط بالممارسة السريرية- أن البُعد السّامي للتجربة البشرية أمرًا ضروريًا من الناحية النظرية من أجل دعم الأساليب غير المُختزلة في العلاج. تضمّن أول كتاب لدراسة مجال العلاج النفسي ذو التوجه الروحاني، والذي نشرته الجمعية الأمريكية للطب النفسي في عام 2005، قسمًا خاصًا عن النهج التكاملي لعلم نفس ما وراء الشخصي واستخدامه في العلاج.

## انظرأيضًا
- دراسات الاقتراب من الموت
- إلهيات عصبية

## وصلات خارجية
- رابطة علم نفس ما وراء الشخصي (ATP) (بالإنجليزية)
- الرابطة الأوروبية لعلم النفس ما وراء الشخصي (بالإنجليزية)
- الدورية الدولية للدرسات ما وراء الشخصية (بالإنجليزية)